# Macesni nad dolino
Macesni nad dolino (1972) je povest Miška Kranjca. 

## Zgodba
Pisatelj je v pripovednem delu  Macesni nad dolino posegel v družbeno, moralno in psihološko problematiko svoje sodobnosti. Dogaja se na Gorenjskem v okolici Kranja. Glavni literarni liki so Minka, Antej, župnik Peter Zavrh in Aleš. Stranski literarni liki pa so Tone Leban, Rok, Jernej itd.

## Vir
- Kranjec, Miško (1972). Macesni nad dolino. Ljubljana: Pomurska založba: Mladinska knjiga.